# Hadiluwih (Ngadirojo)
Hadiluwih is een bestuurslaag in het regentschap Pacitan van de provincie Oost-Java, Indonesië. Hadiluwih telt 2241 inwoners (volkstelling 2010).